# Pizzo Meda
Pizzo Meda är en bergstopp i Schweiz.   Den ligger i distriktet Leventina och kantonen Ticino, i den sydöstra delen av landet, 110 km sydost om huvudstaden Bern. Toppen på Pizzo Meda är 2 614 meter över havet, eller 386 meter över den omgivande terrängen. Bredden vid basen är 0,11 km.
Terrängen runt Pizzo Meda är huvudsakligen bergig. Runt Pizzo Meda är det glesbefolkat, med 8 invånare per kvadratkilometer.. Närmaste större samhälle är Airolo, 6,5 km nordväst om Pizzo Meda. 
Trakten runt Pizzo Meda består i huvudsak av gräsmarker.